# Consello da Cultura Galega
El Consello da Cultura Galega (en català Consell de la Cultura Gallega) és un organisme estatutari creat per l'Estatut de Galícia, de la mateixa manera que el Parlament o la Xunta de Galícia.
Fou creat el 8 de juliol de 1983 a l'empara de l'article 32 de l'Estatut d'Autonomia de Galícia, aprovat per referèmdum en desembre de 1980, on ja s'establien quins havien de ser els organismes encarregats de promocionar els valors culturals de Galícia:
"Correspon a la Comunitat Autònoma la defensa i promoció dels valors culturals del poble gallec. Amb aquesta finalitat i mitjançant Llei del Parlament es constituirà un Fons Cultural Gallec i el Consello da Cultura Galega".

## Legislació
La institució es regeix, endemés de per la Llei de la seva creació (Llei 8/1983, de 8 de juliol de 1983) pel seu Reglament, aprovat per la Junta de Galícia el 29 de setembre de 2000 (Decret 237/2000, de 29 de setembre).

## Òrgans de Govern
La Comisión Executiva és un dels dos òrgans de govern del Consello da Cultura Galega. Està composta per un president, un o diversos vicepresidents i un secretari elegits pel Ple entre els seus membres.
Dins del Consello, la Xerencia s'ocupa de l'administració i de l'organització de les activitats desenvolupades per la institució.
El Ple és el màxim òrgan de govern del Consello. Està compost per dues classes de membres:
- Membres nats. Són el President de la Xunta de Galícia, que deté la funció de President d'Honor, i la Conselleira de Cultura.
- Membres electes, per designació de les institucions que formen el Consello.

## Presidents
- Ramón Piñeiro (1983-1990)
- Xosé Filgueira Valverde (1990-1996)
- Carlos Casares (1996-2002)
- Alfonso Zulueta de Haz (2002-2006)
- Ramón Villares (2006-)

Llevat Ramón Villares, que fou escollit pel Ple del CCG, tots els altres presidents ocuparen aquest càrrec a causa de la mort de l'anterior.